# Nsikak Ekpo
Nsikak Ekpo (* 14. April 2003) ist ein niederländischer Leichtathlet, der sich auf den Sprint spezialisiert hat. 2024 wurde er mit der niederländischen 4-mal-100-Meter-Staffel in Rom Vizeeuropameister.

## Sportliche Laufbahn
Erste internationale Erfahrungen sammelte Nsikak Ekpo im Jahr 2021, als er bei den U20-Europameisterschaften in Tallinn mit der niederländischen 4-mal-100-Meter-Staffel in 40,07 s die Silbermedaille gewann. Im Jahr darauf belegte er bei den U20-Weltmeisterschaften in Cali in 39,90 s den siebten Platz mit der Staffel. 2023 belegte er bei den U23-Europameisterschaften in Espoo in 10,39 s den sechsten Platz im 100-Meter-Lauf und kam mit der Staffel im Finale nicht ins Ziel. Anschließend startete er mit der Staffel bei den Weltmeisterschaften in Budapest und verpasste dort den Finaleinzug. Im Jahr darauf gewann er bei den Europameisterschaften in Rom in 38,46 s gemeinsam mit Elvis Afrifa, Taymir Burnet und Xavi Mo-Ajok die Silbermedaille hinter dem italienischen Team. Anschließend verpasste er bei den Olympischen Sommerspielen in Paris mit der Staffel in 38,48 s den Finaleinzug. 2025 schied er bei den Halleneuropameisterschaften in Apeldoorn mit 6,78 s in der ersten Runde über 60 Meter aus. Im Juli gewann er bei den U23-Europameisterschaften in Bergen in 10,30 s die Silbermedaille über 100 Meter hinter dem Franzosen Jeff Erius und belegte im Staffelbewerb in 39,17 s den fünften Platz.

## Persönliche Bestleistungen
- 100 Meter: 10,23 s (−0,4 m/s), 21. Juni 2025 in Genf
  - 60 Meter (Halle): 6,73 s, 22. Februar 2025 in Apeldoorn
- 200 Meter: 20,67 s (+1,8 m/s), 30. Juni 2024 in Hengelo